# エフェボフィリア

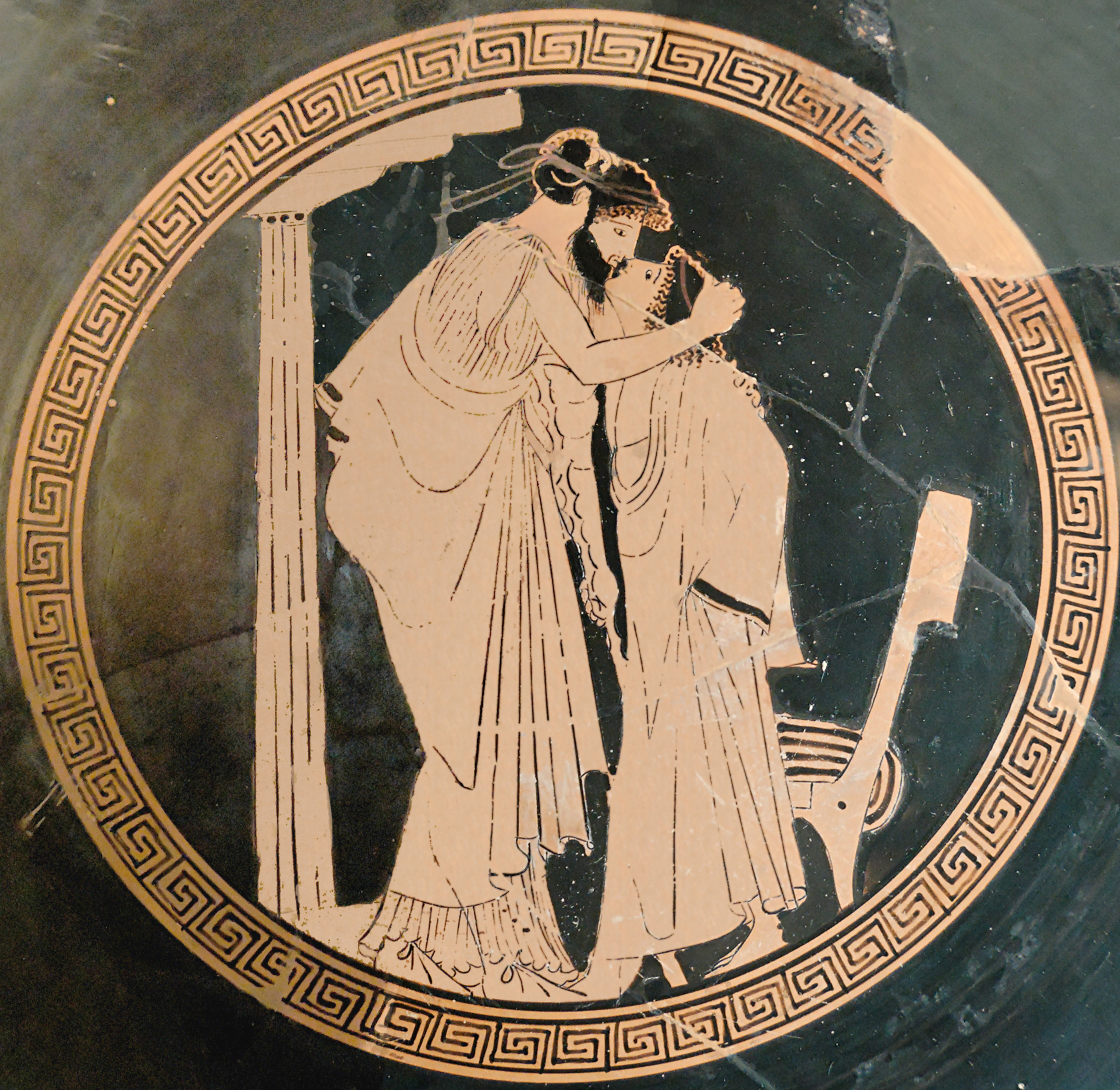
エラステスとエロメノスがキスをする。 an Attic red-figured cupのトンド画、紀元前480年頃

エフェボフィリア（希：Εφηβοφιλια、英語：Ephebophilia）とは、成人の青年期中後期（概ね15才以降）の男女に向かう性愛のことである。エフェボフィリアの人を、エフェボファイルもしくはエフェボフィル（英: Ephebophile）という。精神疾患としては診断されない。
古代ギリシア語で「青年」を意味する「エペーボス（έφηβος，ephebos）と、「友情的な愛」を意味する「ピリアー（φιλία，philia）」の合成語である。思春期の子供に向けられる性欲はペデラスティ（英: pederasty）という。

## 言葉の原義
元々、古代ギリシアの「少年愛 (phaidophilia)」は、古代ギリシアのポリス社会の制度として成立していたもので、男性少年愛は極めて高尚であるとされた。アテーナイなどの男性市民は「高貴な市民の役割」として男性少年愛を実行していた。
スパルタなどでは、少数支配者の結束を高めるため、少年愛は「市民の義務」でもあったということになっているが、それらは青少年を経済的学問的道徳的に導くものであって性愛の意味であったと言い切るものではない。
しかし、古典ギリシアのポリス市民にとって、少年を対象とした愛は、「少年・愛 (phaido-philia)」と呼ばれているが、実質的には「男性青年愛」であり、エペーボピリアというのが実態に近かった。
エペーボスとは欧米における「エフェボフィリア」で解釈されているような、「男女を含む青少年・児童」ではなく、成人年齢に達し、市民の資格を得ることができた「男性青年」のことで、アテーナイでは、それは通常18歳以上であった（市民資格の認定であるので、やや年齢差はあった）。

## 概説
欧米で使用されている「エフェボフィリア」の概念は、古典ギリシアの言葉の意味から逸脱している。
「エフェボフィリア」は原義からすれば、女性青年への性的嗜好は含まない。そのためか、「ヘベフィリア(hebephilia)」という言葉が分類上、造語されている。これは、明らかに使用頻度からは、エフェボフィリアに較べわずかであるが、同じ意味に使われる。
「ヘベフィリア」は、古代ギリシアの青春の女神である「ヘーベー（Ήβη、Hebe）」と上述の「ピリアー」の合成語として造語されたと考えられる。ヘーベーは乙女であり、若々しい美しさで知られた（本来、「hebe」は「若さ・青春」という意味のギリシア語女性名詞である）。
欧米では、エフェボフィリアにおいて、少年を対象とする嗜好を「少年愛 (pederasty)」と呼び、少女を対象とするものを「ロリータ・シンドローム (lolita syndrome)」と呼んで区別している。
少年愛は、日本では平安貴族や戦国武士と僧侶社会にみられたとされる。江戸時代には若衆歌舞伎など衆道（若衆道の略）として存在したとされるが禁止された経緯を持つ。
ロリータ・シンドロームは、制度的・文化的概念としては成立しなかった。ロリータ・シンドロームは日本においてはロリータ・コンプレックスの名で呼ばれることもある。